# Cladonia convoluta
Cladonia convoluta (Lam.) Cout. (1913) è una specie di lichene appartenente al genere Cladonia, dell'ordine Lecanorales.
Il nome proprio deriva dal latino convolutus, che significa avvolto, raccolto in se stesso, arrotolato, per la forma delle squamule del tallo.

## Descrizione
Il tallo primario è ricoperto da squamule lunghe fino a 4 centimetri, più grandi di quelle della C.foliacea, non densamente accorpate in cuscinetti abbastanza consistenti, poco legati al substrato o addirittura liberi. I podezi sono piuttosto irregolari, caliciformi, di dimensioni ridotte e spesso del tutto assenti; il bordo delle squamule merita un'osservazione ravvicinata con lente d'ingrandimento: si potranno notare piccolissimi filamenti biancastri, peculiarità di poche specie di Cladonia. Il suo aspetto fogliaceo, ad un esame superficiale, la rende comunque confondibile con altre simili, in particolare Cladonia foliacea.
Il fotobionte è principalmente un'alga verde delle Trentepohlia.

## Distribuzione e habitat
La specie è abbastanza diffusa, ed è stata rinvenuta nelle seguenti località:

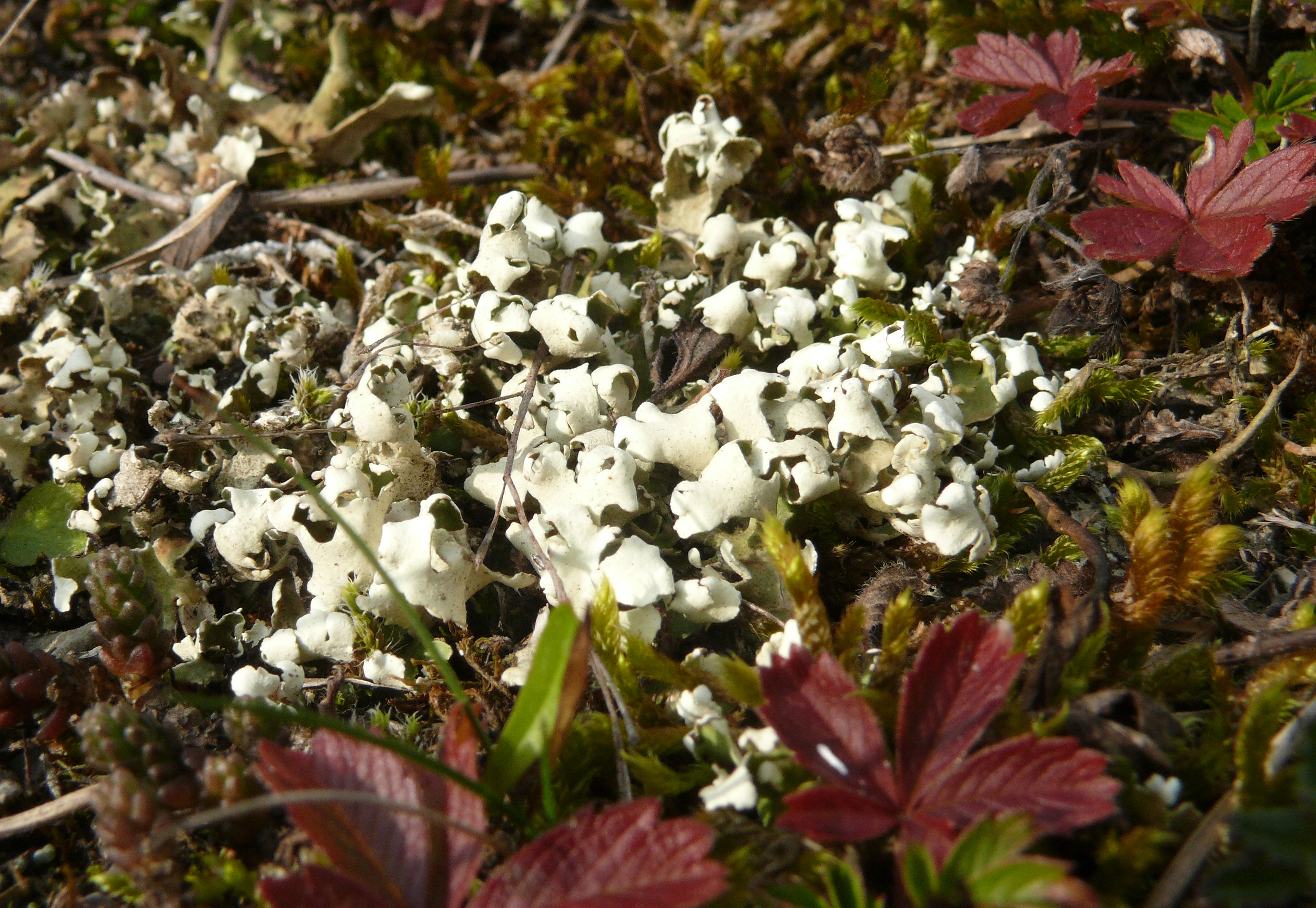
Cladonia convoluta

- Germania (Baviera, Baden-Württemberg, Sassonia-Anhalt, Renania Settentrionale-Vestfalia, Sassonia, Turingia, Renania-Palatinato, Brandeburgo, Essen);
- Spagna (Castiglia e León, Cantabria);
- Iran (Mazandaran);
- Albania, Algeria, Austria, Cipro, Creta, Estonia, Isole Azzorre, Isole Canarie, Israele, Marocco, Mauritania, Polonia, Portogallo, Regno Unito, Repubblica Ceca, Romania, Serbia, Siria, Svezia, Tunisia, Turchia, Ungheria.

In Italia è fra le specie di Cladonia più diffuse: 
- Trentino-Alto Adige, da comune nelle valli a non presente sulle montagne
- Valle d'Aosta, da comune nelle valli a non presente sulle montagne
- Piemonte, non presente sui monti dell'arco alpino, molto comune nel resto della regione
- Lombardia, non presente nelle zone alpine e di confine col Trentino; molto comune nella fascia centrale, molto rara nelle zone padane
- Veneto, da comune ad abbastanza raro nelle zone di confine col Trentino, estremamente rara nelle zone padane
- Friuli, da abbastanza rara nelle zone alpine a comune nella fascia mediana pedemontana; estremamente rara nella fascia meridionale
- Emilia-Romagna, comune nelle zone appenniniche, molto rara in quelle padane
- Liguria, da abbastanza comune a comune in tutta la regione
- Toscana, da abbastanza comune nelle zone costiere a comune nell'entroterra
- Umbria, comune in tutta la regione
- Marche, comune in tutta la regione
- Lazio, da abbastanza comune nelle zone costiere a comune nell'entroterra
- Abruzzi, da comune nelle zone costiere ad abbastanza rara nell'entroterra
- Molise, comune in tutta la regione
- Campania, da molto comune nel casertano e nel napoletano a comune in quasi tutte le zone delle altre province
- Puglia, comune nel barese, parte del foggiano e Gargano, comune nel Salento, in macchie e garighe lungo la costa
- Basilicata, abbastanza rara nel Metaponto, rara nelle zone al confine con la Campania, comune nel resto della regione
- Calabria, comune lungo tutto lo sviluppo costiero, rara sui rilievi
- Sicilia, abbastanza rara nelle zone costiere meridionali e occidentali; comune nel messinese, abbastanza comune nel resto della regione
- Sardegna, da molto comune sul versante occidentale ad abbastanza rara su quello orientale.[3]

Questa specie necessita di clima mite e temperato, si rinviene principalmente su terreni calcarei asciutti. Ritrovata spesso insieme a C. foliacea, con la quale condivide il substrato. Predilige un pH del substrato con valori intermedi fra subneutro e basico fino a basico puro. Il bisogno di umidità varia da mesofitico a xerofitico.

## Tassonomia
Questa specie fino a pochi decenni fa era incorporata in Cladonia foliacea; oggi, specie a sé stante, è attribuita alla sezione Cladonia; a tutto il 2008 sono state identificate le seguenti forme, sottospecie e varietà:
- Cladonia convoluta f. convoluta (Lam.) Cout. (1913).
- Cladonia convoluta f. phyllocephala (Malbr.) Oxner (1937).
- Cladonia convoluta f. sessilis (Wallr.) Oxner (1968).
- Cladonia convoluta var. convoluta (Lam.) Cout. (1913).
- Cladonia convoluta var. vagans Follmann (1975).